# 尚佐
尚佐（法語：Chanzeaux，法語發音：[ʃɑ̃zo] ⓘ）是法国曼恩-卢瓦尔省的一个旧市镇，属于昂热区。2015年12月15日，尚佐和相邻的其它11个市镇合并成为新市镇安茹地区舍米耶（Chemillé-en-Anjou）。

## 地理
尚佐（47°15'50"N, 0°38'38"W）面积31.47 平方千米，位于法国卢瓦尔河地区大区曼恩-卢瓦尔省，该省份为法国西部内陆省份，大致对应安茹地区，北起顺时针与马耶讷省、萨尔特省、安德尔-卢瓦尔省、维埃纳省、德塞夫勒省、旺代省、大西洋卢瓦尔省和伊勒-维莱讷省接壤。
与尚佐接壤的市镇（或旧市镇、城区）包括：莱永河畔博略、莱永河畔尚、舍米耶、瓦朗茹、拉瑞默利耶尔、莱永河畔拉布莱、瓦勒迪莱永、舍米耶-默莱。
尚佐的时区为UTC+01:00、UTC+02:00（夏令时）。

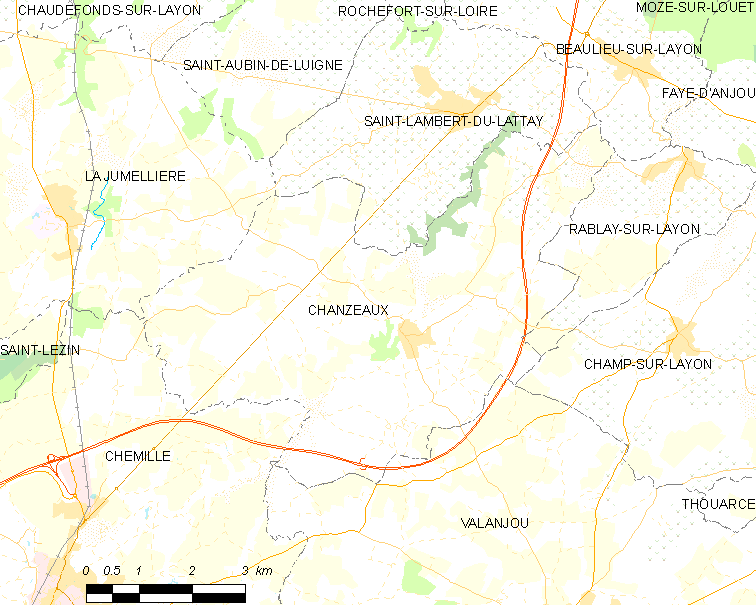
尚佐的OSM定位图

## 行政
尚佐的邮政编码为49750，INSEE市镇编码为49071。

## 政治
尚佐所属的省级选区为安茹地区舍米耶县。

## 人口

1962-2008年间尚佐人口变化图示

尚佐于2018年1月1日时的人口数量为1134人。